# Ballestas
Islas Ballestas – grupa małych wysp w pobliżu miasta Paracas w regionie  Paracas  w prowincji Pisco  w regionie Ica, na południowym wybrzeżu Peru.

## Wyspy
W skład archipelagu wchodzą wyspy: Ballesta Norte, Ballesta Centro i Ballesta Sur.